# The Shootist
The Shootist is een Amerikaanse western uit 1976 onder regie van Don Siegel. Het scenario is gebaseerd op de gelijknamige roman uit 1975 van de Amerikaanse auteur Glendon Swarthout. Het was de laatste rol voor John Wayne.

## Verhaal
De oude revolverheld J.B. Brooks weet dat hij kanker heeft. Omdat hij nog maar twee maanden te leven heeft, besluit hij terug te keren naar Carson City. Daar kan hij rekenen op de zorg van dokter Hostetler. Hij huurt er een kamer in het pension van de weduwe Bond Rodgers. Brooks wil sterven zoals hij heeft geleefd en hij besluit daarom nog een laatste keer een gevecht te leveren.

## Rolverdeling
| Acteur           | Personage        |
| ---------------- | ---------------- |
| John Wayne       | J.B. Brooks      |
| Lauren Bacall    | Bond Rogers      |
| Ron Howard       | Gillom Rogers    |
| James Stewart    | Dokter Hostetler |
| Richard Boone    | Sweeney          |
| Hugh O'Brian     | Pulford          |
| Bill McKinney    | Cobb             |
| Harry Morgan     | Sheriff Thibido  |
| John Carradine   | Beckum           |
| Sheree North     | Serepta          |
| Rick Lenz        | Dobkins          |
| Scatman Crothers | Moses            |
| Gregg Palmer     | Potige man       |
| Alfred Dennis    | Kapper           |
| Dick Winslow     | Trambestuurder   |